# Domart-sur-la-Luce
Pour les articles homonymes, voir Domart et Luce.
Domart-sur-la-Luce est une commune française située dans le département de la Somme en région Hauts-de-France.

## Géographie

### Localisation
Domart-sur-la-Luce est un village picard de l'Amiénois.
À vol d'oiseau, la commune est située à 6 km au nord de Moreuil, 6 km au sud de Villers-Bretonneux, 10 km au sud de Corbie, 16 km au sud-est d'Amiens et à 20 km au nord de Montdidier.
Le territoire de la commune est limitrophe de ceux de sept communes.
Les communes limitrophes sont Cachy, Berteaucourt-lès-Thennes, Démuin, Gentelles, Hangard, Thennes et Villers-aux-Érables.

### Géologie et relief
Le sol et le sous-sol de la commune sont de formations secondaire, tertiaire et quaternaire. Le limon des plateaux recouvre les trois quarts du territoire. Les argiles siliceuses recouvrent la partie du territoire où a été bâti le village. Sous le limon, on rencontre la craie. La vallée de la Luce présente un sol tourbeux.
Le relief de la commune est pour l'essentiel celui d'un plateau dans la partie au nord de la Luce. Ce plateau est coupé par un vallon qui part de Gentelles et rejoint Domart. Le vallée de la Luce traverse le territoire d'est en ouest. Le point culminant de la commune est situé sur le plateau à une altitude de 110 m. Le cours de la Luce est situé à une altitude de 39 mètres.

### Hydrographie

#### Réseau hydrographique
La commune est située dans le bassin Artois-Picardie. Elle est drainée par la Luce et le Domart-sur-la-Luce,.
La Luce, d'une longueur de 18 km, prend sa source dans la commune de Caix et se jette  dans l'Avre à Thennes, après avoir traversé 13 communes.

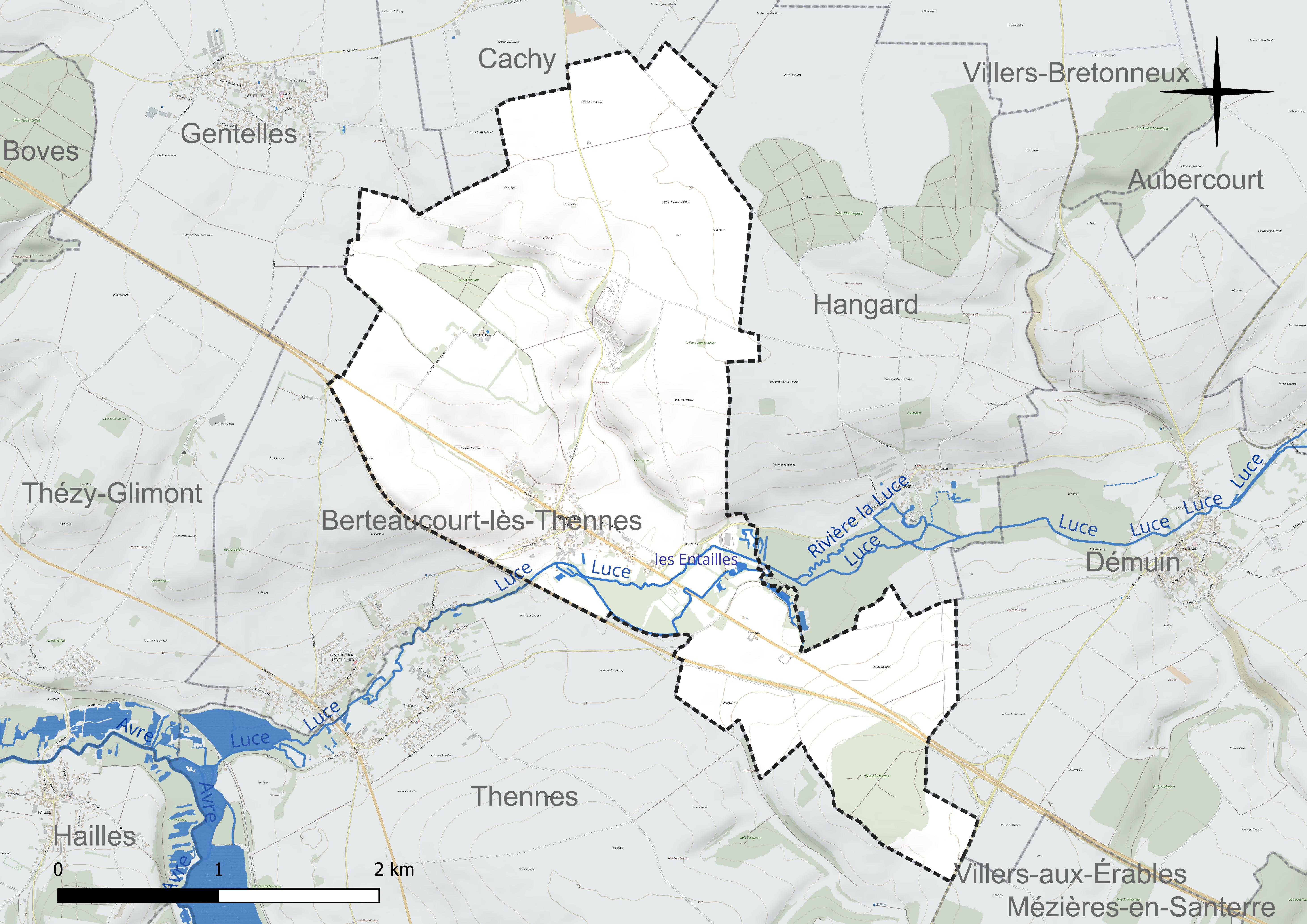
Réseau hydrographique de Domart-sur-la-Luce.

Un plan d'eau complète le réseau hydrographique : les Entailles (0,5 ha),.

#### Gestion et qualité des eaux
Le territoire communal est couvert par le schéma d'aménagement et de gestion des eaux (SAGE) « Somme aval et Cours d'eau côtiers ». Ce document de planification concerne un territoire de 1 835 km2 de superficie, délimité par le bassin versant de la Somme canalisée. Le périmètre a été arrêté le 29 avril 2010 et le SAGE proprement dit a été approuvé le 6 août 2019. La structure porteuse de l'élaboration et de la mise en œuvre est le syndicat mixte d'aménagement hydraulique du bassin versant de la Somme (AMEVA).
La qualité des cours d'eau peut être consultée sur un site dédié géré par les agences de l'eau et l'Agence française pour la biodiversité.

### Climat
Pour des articles plus généraux, voir Climat des Hauts-de-France et Climat de la Somme.
En 2010, le climat de la commune est de type climat océanique dégradé des plaines du Centre et du Nord, selon une étude du CNRS s'appuyant sur une série de données couvrant la période 1971-2000. En 2020, Météo-France publie une typologie des climats de la France métropolitaine dans laquelle la commune est exposée à un climat océanique et est dans la région climatique Nord-est du bassin Parisien, caractérisée par un ensoleillement médiocre, une pluviométrie moyenne régulièrement répartie au cours de l'année et un hiver froid (3 °C).
Pour la période 1971-2000, la température annuelle moyenne est de 10,5 °C, avec une amplitude thermique annuelle de 14,1 °C. Le cumul annuel moyen de précipitations est de 699 mm, avec 11,5 jours de précipitations en janvier et 8,4 jours en juillet. Pour la période 1991-2020, la température moyenne annuelle observée sur la station météorologique la plus proche, située sur la commune de Glisy à 9 km à vol d'oiseau, est de 11,1 °C et le cumul annuel moyen de précipitations est de 646,6 mm,. Pour l'avenir, les paramètres climatiques de la commune estimés pour 2050 selon différents scénarios d'émission de gaz à effet de serre sont consultables sur un site dédié publié par Météo-France en novembre 2022.

## Urbanisme

### Typologie
Au 1er janvier 2024, Domart-sur-la-Luce est catégorisée commune rurale à habitat dispersé, selon la nouvelle grille communale de densité à sept niveaux définie par l'Insee en 2022.
Elle est située hors unité urbaine. Par ailleurs la commune fait partie de l'aire d'attraction d'Amiens, dont elle est une commune de la couronne,. Cette aire, qui regroupe 369 communes, est catégorisée dans les aires de 200 000 à moins de 700 000 habitants,.

### Occupation des sols
L'occupation des sols de la commune, telle qu'elle ressort de la base de données européenne d'occupation biophysique des sols Corine Land Cover (CLC), est marquée par l'importance des territoires agricoles (90,8 % en 2018), une proportion sensiblement équivalente à celle de 1990 (90,5 %). La répartition détaillée en 2018 est la suivante : 
terres arables (87,9 %), forêts (5,2 %), zones urbanisées (4 %), zones agricoles hétérogènes (2,9 %). L'évolution de l'occupation des sols de la commune et de ses infrastructures peut être observée sur les différentes représentations cartographiques du territoire : la carte de Cassini (XVIIIe siècle), la carte d'état-major (1820-1866) et les cartes ou photos aériennes de l'IGN pour la période actuelle (1950 à aujourd'hui).

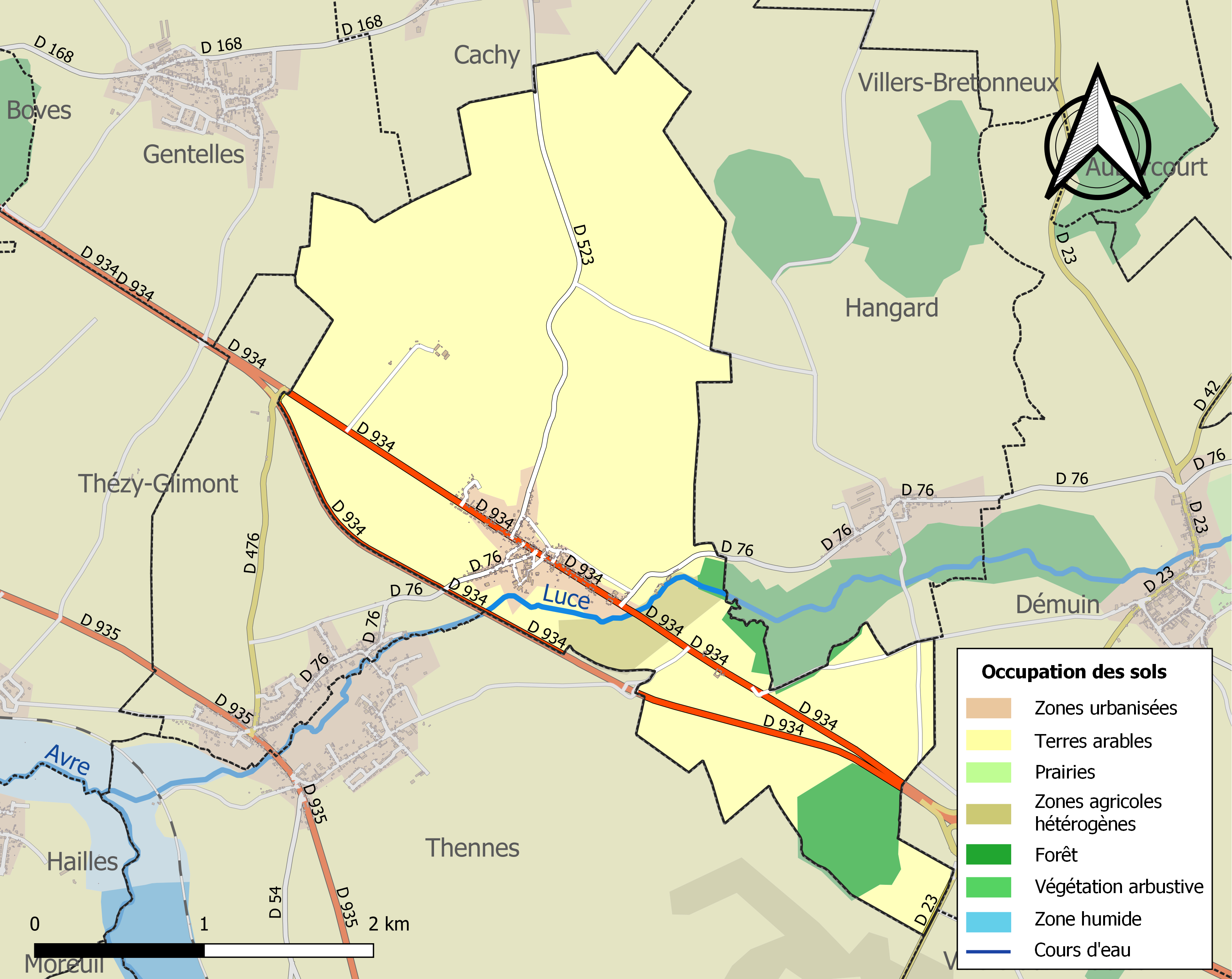
Carte des infrastructures et de l'occupation des sols de la commune en 2018 (CLC).

### Habitat
La commune présente un habitat groupé. Le village de Domart d'une part et le hameau de Hourges rattaché à la commune de Domart-sur-la-Luce au XIXe siècle. Les deux entités ne forme qu'une seule agglomération.

### Voies de communication et transports
Domart et Hourges sont situés sur et l'ancienne route nationale 334 (actuelle Route départementale 934) qui relie Amiens à Roye. De Roye, par l'autoroute A 1, on rejoint Paris, Lille et le Benelux.
En 2019, la localité est desservie par les lignes d'autocars du réseau Trans'80, Hauts-de-France, tous les jours sauf le dimanche et les jours fériés (ligne no 40, Roye - Hangest-en-Santerre - Amiens).

## Toponymie
On trouve plusieurs formes pour désigner Domart-sur-la-Luce dans les textes anciens : Dommedardus (1105), Domeart super Muciam (1220), Dommart, Domart (1301), Dommard, Dommart, Domart-sur-la-Luce (1507).
Domart est un hagiotoponyme caché, le nom de Domart vient de saint Médard, appelé tout d'abord Sanctus Médardus puis Dominus Médardus, Domeart et enfin Domart.
La Luce est une petite rivière du département de la Somme, un sous-affluent de la Somme.

## Histoire

### Préhistoire
Des silex taillés et polis ont été retrouvés dans la commune.

### Protohistoire
Des armes de bronze et de fer ont été mises au jour.

### Antiquité
Des vestiges gallo-romains, poteries, monnaies etc. ont été localisés.
La via Agrippa, voie romaine reliant Lugdunum (Lyon) à Gesoriacum (Boulogne-sur-Mer) par Augusta Suessionum (Soissons) et Samarobriva (Amiens) – dite localement Chaussée Brunehaut passait sur l'actuel territoire de Domart. Cette route, transformée, est l'ancienne route nationale 334 (actuelle RD 934).

### Moyen Âge
Une nécropole mérovingienne a été mise au jour dans le village.
Le premier seigneur connu, Ibert ou Aubert, remonte à 1154.
Au XIIe siècle, la vigne était cultivée sur le territoire de Domart comme en témoignent les lieux-dits : « Les Vignes », « Vigne-Herbet ».

### Époque moderne
En 1550, le seigneur de Domart était François de Béthune, père de Sully, ministre du roi Henri IV. Il vendit en 1554, la seigneurie à Jean de Baynast, écuyer, seigneur de Thiepval.
La seigneurie de Domart, resta dans la famille de Baynast jusque 1750. La terre de Domart fut vendue ensuite et échut pour finir à Eugène de Savoie-Carignan qui mourut à Domart et fut inhumé dans l'église en 1785.

### Époque contemporaine
Entre 1795 et 1800, Domart a absorbé l'ancienne commune d'Hourges.

#### Première Guerre mondiale
Domart-sur-la-Luce fut meurtrie par la Première Guerre mondiale. Elle connut l'invasion allemande d'août-septembre 1914 puis fut située à l'arrière du front jusqu'au printemps 1917 où les Allemands se replièrent sur la Ligne Hindenburg. En mars 1918, l'armée allemande lança sa dernière offensive, perça le front allié et fonça en direction d'Amiens. L'avancée allemande fut stoppée à la Bataille de Villers-Bretonneux des 24-25-26 avril 1918. Domart était située dans la zone des combats au cours de la Bataille d'Amiens du 8 au 11 août 1918 qui repoussa les Allemands vers l'est,,, ou vers leur arrière, pendant la Première Guerre mondiale.

#### Entre-deux-guerres
Le village, totalement détruit à l'issue du conflit, a été décoré de la Croix de guerre 1914-1918, le 30 octobre 1920. Le village fut reconstruit durant l'entre-deux-guerres.

#### Seconde Guerre mondiale
Le 5 juin 1940, au cours de la Bataille de France, un Bréguet 693 fut abattu au-dessus du village. Deux officiers trouvèrent la mort. Une plaque commémorative rappelle ce tragique événement sur la façade de l'église.

## Politique et administration

### Rattachements administratifs et électoraux
La commune se trouve dans l'arrondissement de Montdidier du département de la Somme. Pour l'élection des députés, elle fait partie depuis 2012 de la quatrième circonscription de la Somme.
Elle fait partie depuis 1801 du canton de Moreuil, qui a été modifié et agrandi dans le cadre du redécoupage cantonal de 2014 en France.

### Intercommunalité
La commune était membre de la communauté de communes du canton de Moreuil, créée par un arrêté préfectoral du 4 décembre 1992 et renommée communauté de communes Avre Luce Moreuil (CCALM) par arrêté préfectoral du 6 mai 1996.
Dans le cadre des dispositions de la loi portant nouvelle organisation territoriale de la République du 7 août 2015, qui prévoit que les établissements publics de coopération intercommunale (EPCI) à fiscalité propre doivent avoir un minimum de 15 000 habitants, la préfète de la Somme propose en octobre 2015 un projet de nouveau schéma départemental de coopération intercommunale (SDCI) prévoyant la réduction de 28 à 16 du nombre des intercommunalités à fiscalité propre du département.
Après des hypothèses de regroupement des communautés de communes du Grand Roye (CCGR), du canton de Montdidier (CCCM), du Santerre et d'Avre, Luce et Moreuil, la préfète dévoile en octobre 2015 son projet qui prévoit la « des communautés de communes d'Avre Luce Moreuil et du Val de Noye », le nouvel ensemble de 22 440 habitants regroupant 49 communes,. À la suite de l'avis favorable des intercommunalités et de la commission départementale de coopération intercommunale en janvier 2016 puis des conseils municipaux et communautaires concernés, la fusion est établie par un arrêté préfectoral du 22 décembre 2016, qui prend effet le 1er janvier 2017.
La commune est donc désormais membre de la communauté de communes Avre Luce Noye (CCALN).

### Liste des maires
| Période                                  | Période                   | Identité           | Étiquette | Qualité                                        |
| ---------------------------------------- | ------------------------- | ------------------ | --------- | ---------------------------------------------- |
| Les données manquantes sont à compléter. |                           |                    |           |                                                |
| 1878                                     | 1888                      | Jules Humé         |           |                                                |
| 1888                                     | 1890                      | M. Dequirot-Pillon |           | (démission)                                    |
| 1890                                     | 1896                      | Louis Petit        |           |                                                |
| 1896                                     | 1901                      | Philogène Dequirot |           | Décédé en fonction après sa réélection en 1901 |
| avril 1901                               | mai 1901                  | Sulpicien Dequirot |           |                                                |
| 1901                                     | 1904                      | Armand Sellier     |           |                                                |
| 1904                                     | 1912                      | Ernest Moirez      |           |                                                |
| 1912                                     | 1925                      | Hector Hordé       |           |                                                |
| 1925                                     | 1925                      | Alexandre Scellier |           | Décédé en fonction 5 jours après son élection  |
| 1925                                     | 1929                      | Henri Woussen      |           |                                                |
| 1929                                     | 1965                      | Hector Hordé       |           |                                                |
| 1965                                     | 1983                      | André Couteau      |           |                                                |
| mars 1983                                | mars 1989                 | Jean Marc Hordé    |           |                                                |
| mars 1989                                | mars 2001                 | Gilles Lefebvre    |           |                                                |
| mars 2001                                | mars 2008                 | Jacques Marquet    |           |                                                |
| mars 2008                                | 2014                      | Gérard Dufour      |           |                                                |
| 2014                                     | mai 2020                  | Frédéric Binet     |           | Juriste                                        |
| mai 2020                                 | En cours (au 30 mai 2020) | Joël Wallet        |           |                                                |

## Population et société

### Démographie
L'évolution du nombre d'habitants est connue à travers les recensements de la population effectués dans la commune depuis 1793. Pour les communes de moins de 10 000 habitants, une enquête de recensement portant sur toute la population est réalisée tous les cinq ans, les populations de référence des années intermédiaires étant quant à elles estimées par interpolation ou extrapolation. Pour la commune, le premier recensement exhaustif entrant dans le cadre du nouveau dispositif a été réalisé en 2008.

En 2022, la commune comptait 404 habitants, en évolution de −5,61 % par rapport à 2016 (Somme : −1,26 %, France hors Mayotte : +2,11 %).
| 1793 | 1800 | 1806 | 1821 | 1831 | 1836 | 1841 | 1846 | 1851 |
| ---- | ---- | ---- | ---- | ---- | ---- | ---- | ---- | ---- |
| 476  | 530  | 526  | 552  | 632  | 654  | 674  | 700  | 689  |

| 1856 | 1861 | 1866 | 1872 | 1876 | 1881 | 1886 | 1891 | 1896 |
| ---- | ---- | ---- | ---- | ---- | ---- | ---- | ---- | ---- |
| 678  | 673  | 610  | 583  | 551  | 574  | 586  | 566  | 570  |

| 1901 | 1906 | 1911 | 1921 | 1926 | 1931 | 1936 | 1946 | 1954 |
| ---- | ---- | ---- | ---- | ---- | ---- | ---- | ---- | ---- |
| 558  | 505  | 451  | 210  | 265  | 274  | 274  | 282  | 284  |

| 1962 | 1968 | 1975 | 1982 | 1990 | 1999 | 2006 | 2008 | 2013 |
| ---- | ---- | ---- | ---- | ---- | ---- | ---- | ---- | ---- |
| 287  | 264  | 261  | 338  | 375  | 425  | 422  | 423  | 439  |

| 2018 | 2022 | - | - | - | - | - | - | - |
| ---- | ---- | - | - | - | - | - | - | - |
| 410  | 404  | - | - | - | - | - | - | - |

### Enseignement
Le village fait partie du regroupement pédagogique intercommunal de la Luce qui comprend  les écoles de Thennes, Démuin et Berteaucourt-lès-Thennes. Les villages associés d'Hangard, Ignaucourt et Aubercourt ne disposent pas de classe sur leur territoire.
Le regroupement est géré par un syndicat intercommunal scolaire dont le siège est situé à Démuin.
Une garderie à Domart accueille les écoliers des sept villages constituant le RPI.

### Vie associative
En 2019, la commune compte huit associations :
- comité des fêtes, émanation du conseil municipal ;
- l'association cinématographique proVOCATION ;
- club Gardons la Forme ;
- amicale des Ainés ;
- association sportive Domart Football ;
- ATT Domart sur la Luce (Tennis de Table) ;
- Domart en Culturel ;
- société de chasse des Ulysses ;
- l'association de pêche locale Ches Pétcheux d'Zentailles organise des concours dans l'étang communal.

## Économie
L'activité économique de la commune est encore dominée par l'agriculture.

## Culture locale et patrimoine

### Lieux et monuments
- Église Saint-Médard[49],[50], détruite pendant la Première Guerre mondiale et reconstruite en 1928 par l'architecte M.Soussia, qui a également conçu la mairie et l'école[24].

L'église comprend un vitrail réalisé par le  maître verrier beauvaisien René Houille. Il représente « la Passion d'un soldat français agonisant dans les bras du Christ venu le consoler. La mort, la souffrance sont sublimées, idéalisées ».
- Vallée de la Luce.
- Bois de Domart et d'Hourges.

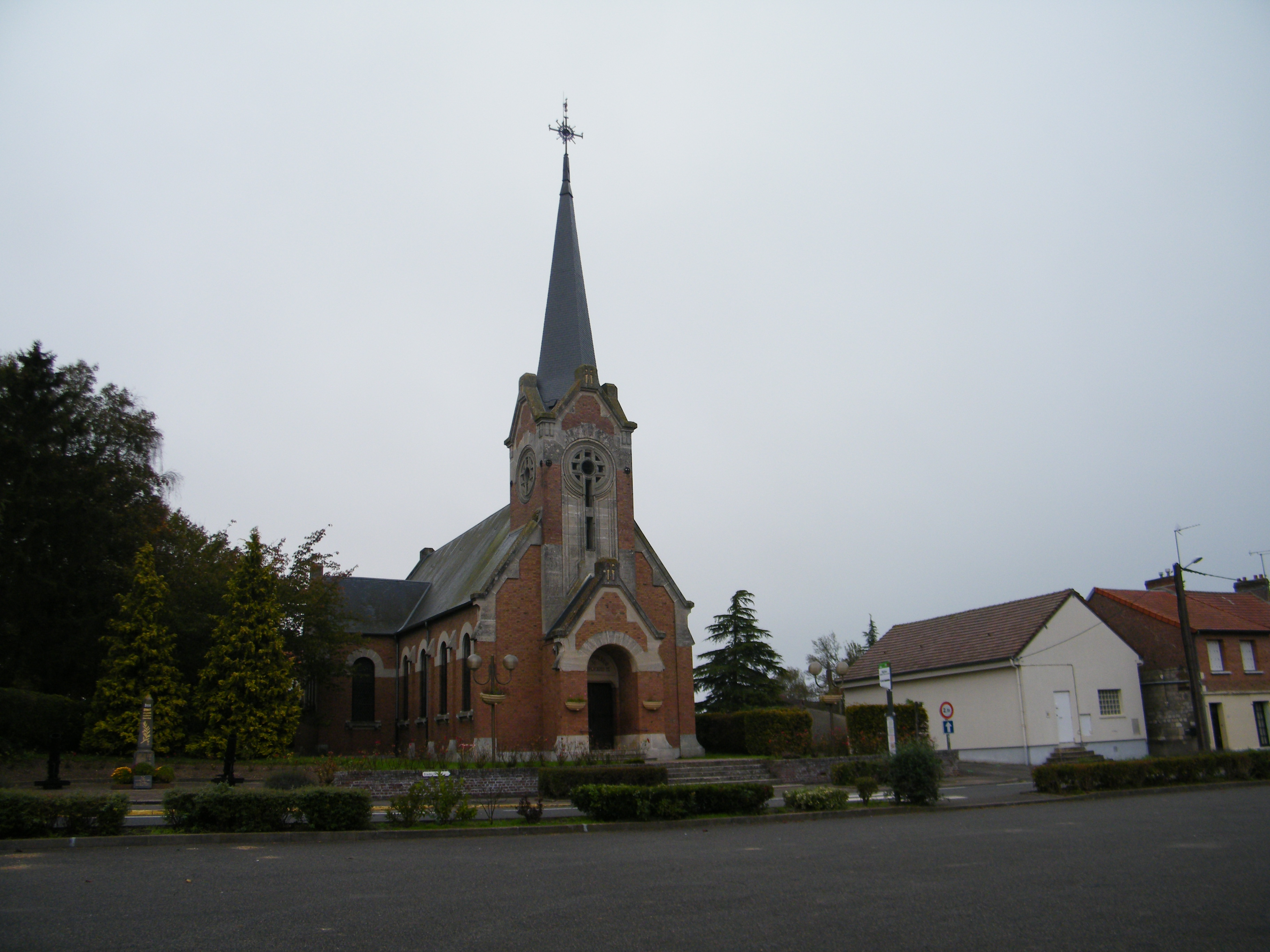
L'église Saint-Médard.
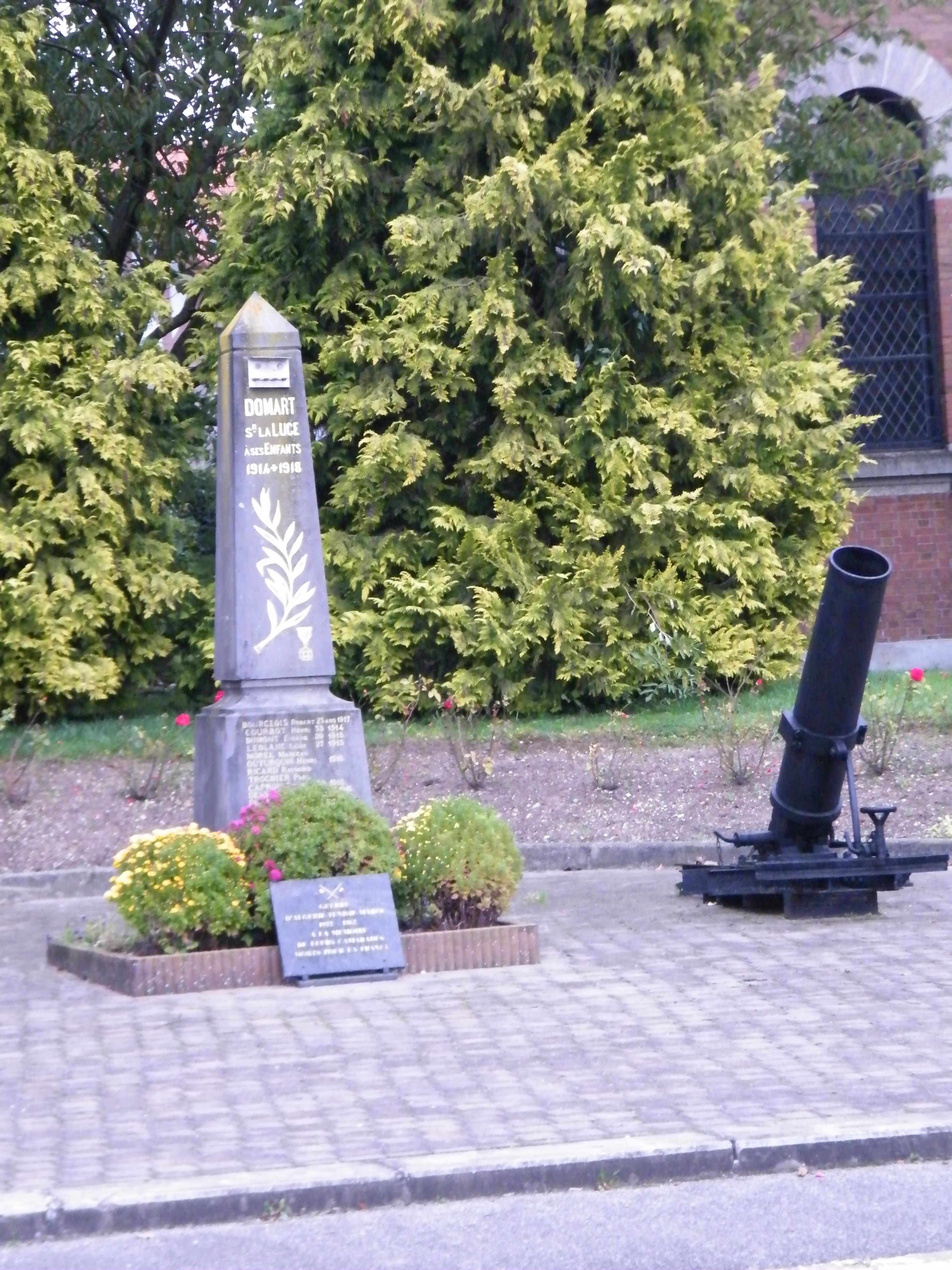
Le monument aux morts.
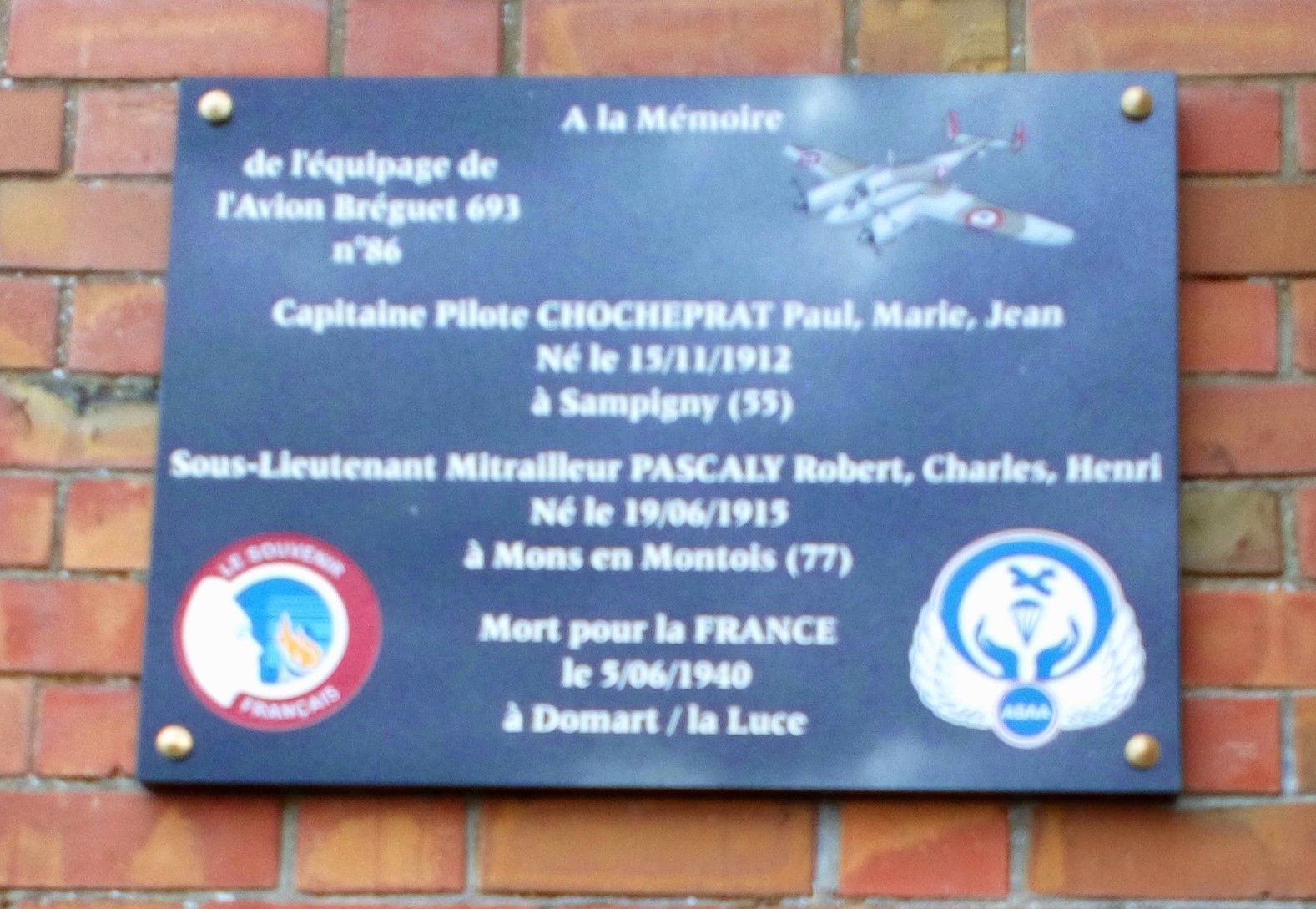
Plaque à la mémoire des aviateurs tués le 5 juin 1940

### Personnalités liées à la commune
- Eugène de Savoie-Carignan, prince de Carignan, décédé le 30 juin 1785 et inhumé dans l'église Saint-Médard.
- Capitaine Jean Chocheprat et sous-lieutenant Robert Pascaly, aviateurs militaires français abattus pendant la bataille de France le 5 juin 1940 à bord de leur  Bréguet 693 nº86 au-dessus du territoire communal. Sur l'église de Domart-sur-la-Luce, une plaque inaugurée en 2019 honore leur mémoire[52].
- La photographe Marie-Hélène Dhénin est née à Domart-sur-la Luce le 25 novembre 1945.

### Héraldique
| Blason de Domart-sur-la-Luce | Blason  | D'azur au chevron d'or accompagné en chef de deux étoiles du même et en pointe d'un lion d'or couronné d'argent. Ornements extérieursCouronne murale : trois tours Décorations : Croix de guerre 1914-1918. |
| Blason de Domart-sur-la-Luce | Détails | La commune a repris le blason de Elisabeth-Anne Magon de Boisgarin, veuve du dernier seigneur du lieu, Eugène de Savoie-Carignan. Adopté en 2009.                                                           |